# Goodman, Lieber, Kurtzberg & Holliway
Goodman, Lieber, Kurtzberg & Holliway è un immaginario studio legale che compare nei fumetti pubblicati negli Stati Uniti d'America dalla Marvel Comics, creato da Dan Slott nel 2004 all'interno della serie a fumetti di She-Hulk. I cognomi che compongono la ragione sociale dello studio Goodman, Lieber, Kurtzberg & Holliway costituiscono un omaggio fatto dallo scrittore Dan Slott ai fondatori della Marvel Comics. Goodman è infatti Martin Goodman lo storico editor della Casa delle Idee, Lieber altri non è che Stan Lee (il cui vero nome è Stanley Martin Lieber) mentre Kurtzberg è Jack Kirby (vero nome Jacob Kurtzberg).

## Caratterizzazione
Il socio anziano dello studio, Holden Holliway, ha assunto Jennifer Walters - vera identità di She-Hulk - come avvocato a tempo pieno. Lo studio legale è specializzato in diritto dei superumani e li rappresenta quando hanno bisogno di assistenza legale. Questi casi spaziano da cause per diffamazione - come quella lanciata dall'Uomo Ragno contro J. Jonah Jameson - a quelle di risarcimento - come ad esempio quando il Costrittore cita in giudizio Ercole per danni. Poiché in questo ambito non esiste giurisprudenza, vengono abitualmente citati in giudizio gli albi pubblicati dalla Marvel Comics che, avendo l'approvazione della Comics Code Authority - che è un'agenzia federale - sono utilizzabili come documenti legali; di conseguenza la loro biblioteca giuridica è costituita interamente da fumetti, anche se sono stati costretti a passare alle raccolte in formato tascabile quando gli uffici sono stati distrutti. In seguito il nome della società diventa Goodman, Lieber, Kurtzberg & Book. Gli uffici principali della società sono in Timely Plaza - un riferimento alla Timely Comics - a New York City che, secondo Dan Slott, è ubicata vicino alla Corte Suprema di New York.

## Personaggi
- Holden Holliway: socio dello studio, l'unico a comparire nella serie;
- Jennifer Walters (alias She-Hulk): avvocatessa;
- Augustus "Pug" Pugliese: avvocato;
- Mallory Book: avvocatessa;
- Stu Cicero: custode e curatore della biblioteca legale dello studio;
- Andy (alias il Terribile Androide del Pensatore Pazzo): tuttofare dello studio;
- Ditto: mutaforma addetto alle notifiche degli atti legali;
- Whiz Kid: velocista addetta alle consegne espresso;
- Arthur Zix: misterioso avvocato che compare nella seconda serie (She-Hulk vol. 4). Holliway gli lascia la guida dello studio mentre lui si prende un anno sabbatico. Ha un approccio molto meno rigido e consente a Jennifer Walters di andare al lavoro come She-Hulk. Ha introdotto delle modifiche presso lo studio legale per iniziare a difendere la comunità supercriminale. Infine si è rivelato essere un robot denominato RT-Z9 (o semplicemente "Z9"), un registratore robotico rigelliano in forza ai Magistrati  (agenti del Tribunale Vivente) incaricato dalla specie dei "Reclusi" di sorvegliare She-Hulk.